# L'Hiver (film)
Pour les articles homonymes, voir L'Hiver.
Pour plus de détails, voir Fiche technique et Distribution.
L'Hiver est un film français réalisé par Marcel Hanoun et produit en 1969.
Il fait partie d'un ensemble de 4 films intitulés Le Printemps, L'été, L'automne et l'Hiver, tournés entre 1968 et 1972, et édités par la suite en DVD.
Le film est en partie autobiographique lorsqu'il a réalisé Octobre à Madrid et dans le même temps il a réalisé un documentaire sur Bruges.

## Synopsis
Un cinéaste est à Bruges pour tourner un court métrage documentaire, mais se retrouve en conflit avec son producteur. Celui-ci propose un scénario, le réalisateur hésite puis accepte.
Des œuvres du musée Groeninge sont filmés avec des commentaires d'une narratrice, ainsi que des plans des canaux, nous devinons qu'il s'agit du projet original de documentaire sur la ville de Bruges. L'opérateur dit au réalisateur que Sophie la narratrice devrait tourner. Certaines scènes laissent penser qu'elle apparaît dans le film et que le réalisateur joue le rôle masculin.

## Fiche technique
- Réalisation : Marcel Hanoun
- Scénario : Maurice Cury et Marcel Hanoun
- Musique : Bernard Pinon
- Image : Marcel Hanoun
- Opérateur : Babette Mangolte
- Montage : Marcel Hanoun
- Genre : cinéma expérimental
- Type :  n&b et couleur
- Durée : 80 min
- Date de production : 1969
- Sortie en DVD : 2016

## Distribution
- Tiziana Siffi : Sophie
- Michael Lonsdale : Julien & Marc
- Christian Barbier : Le producteur
- Frédéric Latin
- Maurice Poullenot